# 1941 na política

## Eventos
- Suspensão do processo de devolução do Forte das Cinco Ribeiras, localizado nas Cinco Ribeiras, concelho de Angra do Heroísmo ao Ministério das Finanças iniciado em 1938, dado a Segunda Guerra Mundial, chegando a ser guarnecido militarmente. O processo de devolução só se efectivou em 1965.

### Janeiro
- 5 de Janeiro - Segunda Guerra Mundial: Tropas australianas capturam Bardia, na Líbia.
- 10 de Janeiro - Segunda Guerra Mundial: Batalha naval entre britânicos e italianos no estreito da Sicília, no sul da Itália.
- 19 de Janeiro - Segunda Guerra Mundial: Início da ofensiva britânica na Etiópia e Eritreia, na África.
- 20 de Janeiro
  - Segunda Guerra Mundial: Hitler ordena o envio de tropas motorizadas de elite, o Afrika Korps, para o norte da África, em auxílio aos italianos.
  - Criado no Brasil o Ministério da Aeronáutica e a Força Aérea Brasileira, tendo como primeiro titular da pasta um civil - Dr. Joaquim Pedro Salgado Filho.
- 22 de Janeiro - Segunda Guerra Mundial: Tropas britânicas e australianas capturam o porto de Tobruk, na Líbia.
- 26 de Janeiro - Segunda Guerra Mundial: Começa a ofensiva britânica na Somália italiana.

### Fevereiro
- 6 de Fevereiro - Segunda Guerra Mundial: Tropas britânicas e australianas capturam Benghazi, na Líbia.
- 9 de Fevereiro - Segunda Guerra Mundial: A RAF bombardeia Gênova e Livorno, na Itália.
- 12 de Fevereiro - Segunda Guerra Mundial: O general Rommel, comandante do Afrika Korps, chega a Trípoli, capital da Líbia.
- 25 de Fevereiro - Segunda Guerra Mundial: Tropas britâncias capturam Mogadíscio, na Somália italiana.

### Março
- 1 de Março - Segunda Guerra Mundial: A Bulgária adere ao Eixo, assinando o Pacto Tripartite.
- 2 de Março - Segunda Guerra Mundial: O exército alemão entra na Bulgária.
- 11 de Março - Promulgada nos Estados Unidos a Lei de Empréstimo e Arrendamento (Lend & Lease).
- 16 de Março - Segunda Guerra Mundial: Ataque da Luftwaffe à cidade de Bristol, na Inglaterra.
- 19 de Março - Segunda Guerra Mundial: Grande ataque da Luftwaffe a Londres, capital da Inglaterra.
- 22 de Março - Segunda Guerra Mundial: Aviões alemães metralham o navio mercante brasileiro Taubaté, no Mediterrâneo, matando um tripulante. É a primeira baixa brasileira.
- 25 de Março - A Iugoslávia assina o Pacto Tripartite e adere ao Eixo.
- 27 de Março - Golpe de estado derruba o governo iugoslavo. A Iugoslávia desliga-se do Eixo.
- 28 de Março - Segunda Guerra Mundial: A marinha britânica derrota os italianos no cabo Tênaro, na costa da Grécia.
- 30 de Março - Segunda Guerra Mundial: A Força Aérea Real realiza um grande ataque aos couraçados alemães Scharnhorst e Gneisenau, no porto de Brest, na França ocupada.
- 31 de Março - Segunda Guerra Mundial: Afrika Korps, de Erwin Rommel, começa a ofensiva a partir de El Agheila.

### Abril
- 4 de Abril - Segunda Guerra Mundial: Afrika Korps derrota os britânicos em Bengasi, na Líbia, e captura a cidade.
- 6 de Abril
  - Segunda Guerra Mundial
    - A Alemanha ataca a Iugoslávia e a Grécia.
    - A Luftwaffe bombardeia Belgrado, capital da Iugoslávia.
- 12 de Abril - Segunda Guerra Mundial: Os alemães ocupam Belgrado, capital da Iugoslávia.
- 13 de Abril - Segunda Guerra Mundial: A União Soviética e o Japão assinam um pacto de não-agressão.
- 14 de Abril - Segunda Guerra Mundial: Afrika Korps chega à fronteira do Egito.
- 16 de Abril - Segunda Guerra Mundial: Violento bombardeio aéreo sobre Londres, capital do Reino Unido.
- 17 de Abril - Segunda Guerra Mundial: O exército da Iugoslávia rende-se aos alemães.
- 22 de Abril - Segunda Guerra Mundial: O exército alemão captura Tessalônica, na Grécia.
- 24 de Abril - Segunda Guerra Mundial: Os gregos rendem-se no Epiro e na Macedônia.
- 27 de Abril - Segunda Guerra Mundial: Tropas alemãs ocupam Atenas, capital da Grécia.
- 30 de Abril - Segunda Guerra Mundial: As forças britânicas deixam a Grécia.

### Maio
- 11 de Maio - Segunda Guerra Mundial: O secretário particular de Adolf Hitler, Rudolf Hess salta de pára-quedas na Escócia, após um voo clandestino até a Grã-Bretanha.
- 15 de Maio - Segunda Guerra Mundial: Tropas britânicas recapturam Sollum e Halfaya, na Líbia.
- 20 de Maio - Segunda Guerra Mundial: Tropas alemãs invadem a ilha grega de Creta, no Mediterrâneo.
- 24 de Maio - Segunda Guerra Mundial: O encouraçado alemão, Bismarck, afunda o cruzador de batalha britânico HMS Hood, símbolo do poder naval britânico.
- 27 de Maio
  - Segunda Guerra Mundial
    - O encoraçado alemão, Bismarck, é afundado pela esquadra britânica.
    - O presidente americano, Franklin D. Roosevelt, declara estado de emergência nacional nos EUA.
- 31 de Maio - Segunda Guerra Mundial: Os britânicos são derrotados em Creta, ilha grega no Mediterrâneo.

### Junho
- 8 de Junho - Segunda Guerra Mundial: Aliados invadem a Síria e Líbano.
- 22 de Junho
  - Segunda Guerra Mundial
    - A Alemanha invade a União Soviética, com o começo da Operação Barbarossa, Hitler lança sobre a URSS um exército de 3,5 milhões de homens, 3.550 tanques e 5 mil aviões.
    - Itália e Romênia declaram guerra à União Soviética.
- 23 de Junho - Hungria e Eslováquia declaram guerra à União Soviética.
- 25 de Junho - Finlândia ataca a União Soviética.
- 28 de Junho - Albânia declara guerra à União Soviética.

### Julho
- 5 de Julho a 19 de Julho - Acontece uma guerra entre o Peru e o Equador.

### Agosto
- 25 de Agosto - Segunda Guerra Mundial: Ocupação da Pérsia (norte do Irã) por forças soviéticas e britânicas.

### Setembro
- 6 de Setembro - Segunda Guerra Mundial: Holocausto: Todos os judeus acima de 6 anos de idade são obrigados a usar a estrela de Davi com a palavra Judeu no centro, nos territórios ocupados pelos alemães.

### Outubro
- 2 de Outubro - Segunda Guerra Mundial: Início da batalha de Moscovo.

### Novembro
- 3 de Novembro - Segunda Guerra Mundial: Joseph Grew, embaixador americano no Japão, informa o governo americano sobre a possibilidade de um ataque surpresa da marinha japonesa ao Havaí.
- 14 de Novembro - Segunda Guerra Mundial: Chega a San Francisco, na Califórnia, Sabino Kurusu, enviado japonês para negociar com os EUA um acordo de manutenção da paz entre os dois países.
- 17 de Novembro - Segunda Guerra Mundial: Novo alerta do embaixador americano no Japão, Joseph Grew, sobre a possibilidade de um ataque surpresa da marinha japonesa ao Havaí.
- 25 de Novembro - Segunda Guerra Mundial: A Croácia adere ao Pacto Anti-Komintern. A Dinamarca é forçada a assiná-lo.
- 26 de Novembro
  - Segunda Guerra Mundial
    - Governo dos Estados Unidos apresenta aos representantes do Japão uma fórmula para diminuir a tensão entre os dois países.
    - Frota japonesa comandada pelo Vice-Almirante Chūichi Nagumo, zarpa do Japão com destino a Pearl Harbor.

### Dezembro
- 5 de Dezembro - Segunda Guerra Mundial: Serviço de Inteligência dos Estados Unidos decifra o código diplomático japonês e informa o governo americano que o Japão rejeitará qualquer proposta de paz que venha a ser apresentada.
- 6 de Dezembro - Segunda Guerra Mundial: O exército nazista estanca seu assalto à Moscou, capital da União Soviética. Contra-ofensiva do Exército Vermelho em toda a frente russa.
- 7 de Dezembro
  - Segunda Guerra Mundial
    - Forças aeronavais do Japão atacam a base dos Estados Unidos de Pearl Harbor, no Havaí, o Sião e a Malásia.
    - O Japão declara guerra aos Estados Unidos e ao Reino Unido.
- 8 de Dezembro
  - Segunda Guerra Mundial
    - O congresso dos Estados Unidos aprova o Estado de Guerra contra o Japão.
    - A Grã-Bretanha declara guerra ao Japão.
- 9 de Dezembro - Segunda Guerra Mundial: Aviões japoneses afundam os navios britânicos HMS Prince of Wales e HMS Repulse, ao largo da Malásia.
- 11 de Dezembro - Segunda Guerra Mundial: A Alemanha e a Itália declaram guerra aos Estados Unidos.
- 13 de Dezembro - Segunda Guerra Mundial: Tropas japonesas ocupam a ilha de Guam, no arquipélago das Marianas.
- 17 de Dezembro
  - Segunda Guerra Mundial
    - Tropas japonesas desembarcam em Bornéu.
    - Primeira Batalha de Sirte. A frota italiana é repelida por forças britânicas.
    - Os Estados Unidos declaram, formalmente, guerra ao Japão.
- 18 de Dezembro - Segunda Guerra Mundial: os Aliados desembarcam em Timor.
- 31 de Dezembro - Vargas discursa para militares brasileiros analisando a situação do Brasil perante a guerra na Europa e o ataque japonês a Pearl Harbor. O discurso é considerado pró Aliados.

## Nascimentos
| Data           | Nome                       | Profissão | Nacionalidade              | Observações | Ref |
| -------------- | -------------------------- | --- | -------------------------- | ----------- | --- |
| 13 de janeiro  | Pasqual Maragall i Mira    | político presidente da Catalunha de 2003 a 2006 | Espanha                    |             |     |
| 14 de janeiro  | Milan Kučan                | presidente da Eslovénia de 1991 a 2002 | Reino da Jugoslávia        |             |     |
| 27 de março    | Ivan Gašparovič            | presidente da Eslováquia desde 2004 | República Eslovaca         |             |     |
| 11 de abril    | Enzo Martins Peri          | militar e atual comandante do Exército Brasileiro | Brasil                     |             |     |
| 23 de abril    | Paavo Lipponen             | político primeiro-ministro de 1995 a 2003 | Finlândia                  |             |     |
| 25 de maio     | Vladimir Voronin           | presidente da Moldávia de 2001 a 2009 | União Soviética (Moldávia) |             |     |
| 10 de junho    | Olívio Dutra               | político brasileiro, governador do Rio Grande do Sul de 1999 a 2002 e prefeito de Porto Alegre de 1989 a 1992 | Brasil                     |             |     |
| 19 de junho    | Václav Klaus               | presidente da República Checa | Tchecoslováquia            |             |     |
| 3 de julho     | Liamine Zéroual            | presidente da Argélia de 1994 a 1999 | Argélia                    |             |     |
| 21 de julho    | Diogo Freitas do Amaral    | político português, Co-fundador do Partido do Centro Democrático Social, primeiro-ministro interino, vice-primeiro-ministro, ministro dos Negócios Estrangeiros, deputado e candidato a Presidente da República Portuguesa em 1986 | Portugal                   |             |     |
| 27 de julho    | Charles Norwood            | político norte-americano | Estados Unidos             | m. 2007     |     |
| 20 de agosto   | Slobodan Milošević         | presidente da Sérvia de 1989 a 1997 e da República Federal da Iugoslávia de 1997 a 2000 | Reino da Jugoslávia        | m. 2006     |     |
| 13 de setembro | Ahmet Necdet Sezer         | presidente da Turquia de 2000 a 2007 | Turquia                    |             |     |
| 15 de setembro | Daniel Proença de Carvalho | advogado, ministro da Comunicação Social de Portugal, de 1978 a 1979 | Portugal                   |             |     |
| 5 de outubro   | Eduardo Alberto Duhalde    | presidente da Argentina de 2002 a 2003 | Argentina                  |             |     |
| 9 de novembro  | Carlos Carvalhas           | político português, Secretário-Geral do partido comunista português de 1992 a 2004 e candidato a Presidente da República Portuguesa em 1991                                                                                        | Portugal                   |             |     |
| 19 de dezembro | Lee Myung-bak              | presidente da Coreia do Sul desde 2008 | Japão                      |             |     |

## Mortes
| Data            | Nome                      | Profissão                                                                                  | Nacionalidade | Observações | Ref |
| --------------- | ------------------------- | ------------------------------------------------------------------------------------------ | ------------- | ----------- | --- |
| 31 de janeiro   | Abílio Garcia de Carvalho | médico e político                                                                          | Portugal      | n. 1890     |     |
| 28 de fevereiro | Afonso XIII de Espanha    | rei de Espanha de 1886 a 1931                                                              | Espanha       | n. 1886     |     |
| 18 de outubro   | Manuel Teixeira Gomes     | político, diplomata, escritor e presidente da Primeira República Portuguesa de 1923 a 1925 | Portugal      | n. 1862     |     |
| 25 de novembro  | Pedro Aguirre Cerda       | político, advogado, educador e presidentes do Chile de 1938 a 1941                         | Chile         | n. 1879     |     |